# Roniel da Silva Costa
Roniel da Silva Costa (Guadalajara, 2 giugno 1994) è un calciatore brasiliano, attaccante del Gurupi.

## Caratteristiche tecniche
È un'ala destra.